# Fuerte San Felipe Neri
El Fuerte San Felipe Neri (en tagalo: Kuta ng San Felipe Neri) es una fortaleza militar en la ciudad de Cavite, en la provincia del mismo nombre, en el país asiático de Filipinas. Fue construida para su protección por el ejército español en 1609 en la primera ciudad puerto de Cavite, el núcleo histórico de la actual y más grande Cavite. Menos de la mitad de la estructura histórica original, sobrevive hoy. La estructura restante está hecha de bloques de granito con 30 pies de altos muros y cuenta con una amplia escalera que conduce a la cima de los baluartes y muros restantes. Estructuras que incluyen cañones antiguos y balas decoran los jardines de la fortificación. El Fuerte de San Felipe se encuentra en la base naval de Cavite de 9 hectáreas ( 22 acres ) manejada por la Armada de Filipinas y no está abierto al público.
En la actualidad, el nombre de Fuerte de San Felipe también se refiere a la zona actual de la ciudad de Cavite, donde se encuentra el primer puerto histórico Cavite y el Arsenal de Cavite (ahora Base naval de Cavite). En tiempos modernos pasó a ser parte del barrio de San Roque de Cavite.